# Sport en Espagne
 (décembre 2014).

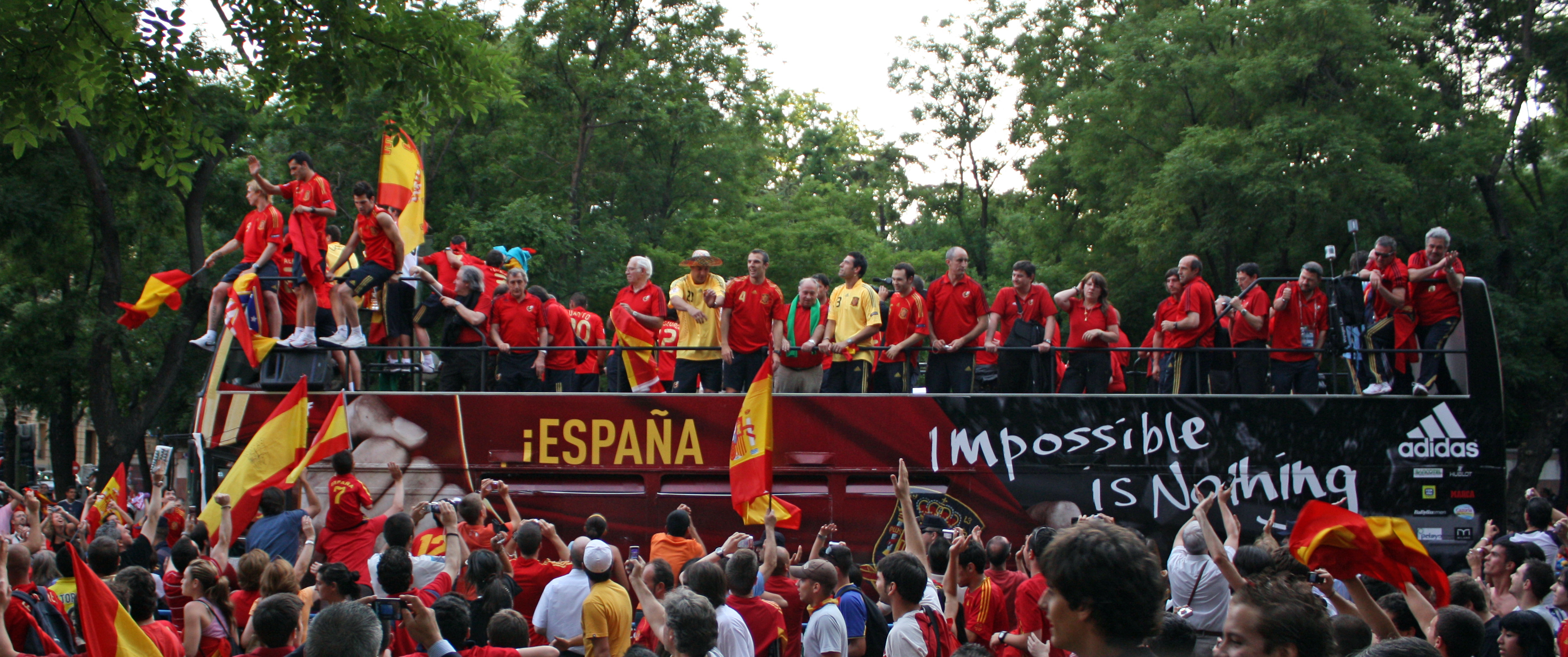
l'Équipe d'Espagne de football célèbre sa victoire lors de l'UEFA Euro 2008 à Madrid.

Le sport en Espagne a été dominé par le football dans la seconde moitié du XXe siècle. Les autres activités sportives populaires sont le basket-ball, le tennis, le cyclisme, le handball, la course de motos, la Formule 1, la natation, le golf, et le ski. L'Espagne a aussi organisé de nombreux évènements internationaux comme les Jeux olympiques d'été de 1992 à Barcelone et la Coupe du monde de football 1982. Au cours des années récentes, des sportifs ou des équipes espagnols ont remporté un nombre important de compétitions internationales parmi les plus populaires, notamment des tournois du Grand Chelem de tennis avec Rafael Nadal, la coupe du monde 2010 et les championnats d'Europe 2008, 2012 et 2024 en football et les quatre éditions du Tour de France de 2006 à 2009 avec trois coureurs différents.
En 2012, l'Espagne est 13e du classement mondial des grandes nations du sport, établi chaque année en prenant en compte une cinquantaine de sports.

## Type de sports

### Football

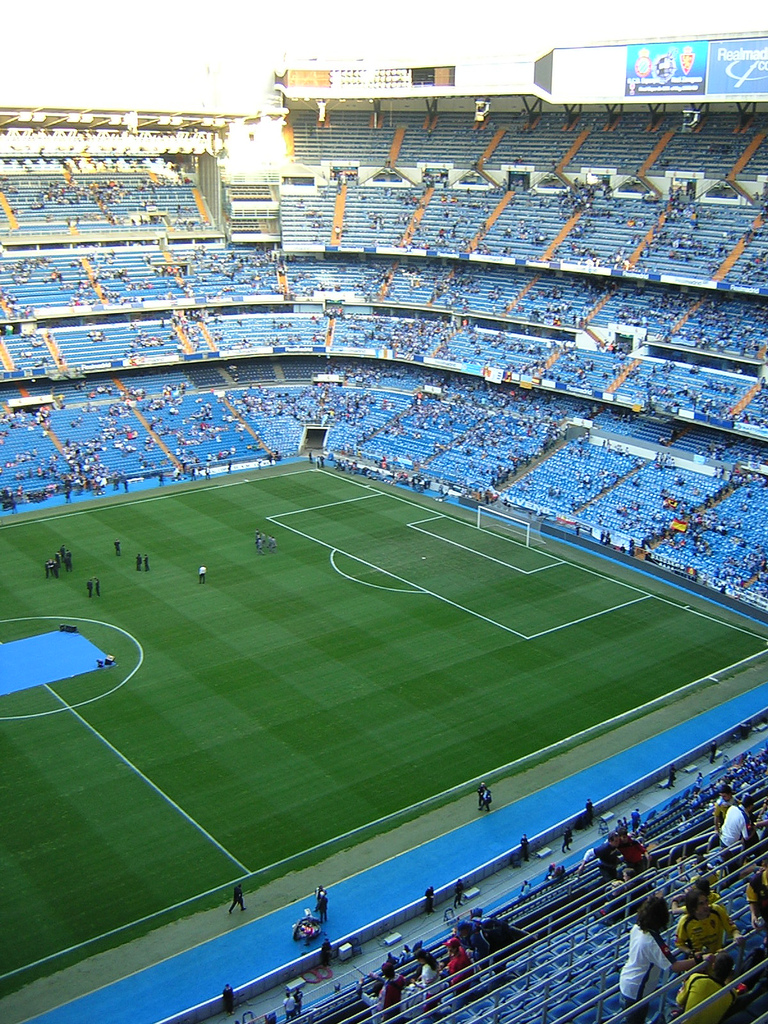
Finale de la Copa del Rey 2006.

Le football est le sport national en Espagne. La Liga, la première division espagnole, est considérée comme une des meilleures des premières divisions européenne et mondiale  de football. Les équipes victorieuses dans les compétitions européennes récentes sont le Real Madrid, le FC Barcelone, le FC Séville, le Villarreal CF, le Valence CF et l'Atlético de Madrid. Le Real Madrid et l'équipe du FC Barcelone ont dominé la Liga de nombreuses fois. Le Real Madrid a été cité par de nombreux experts comme le club le plus victorieux en Europe, ce club a en effet remporté 14 fois la Ligue des champions de l'UEFA, et 33 fois la Liga. Les autres clubs comme Séville, Valence et Atlético de Madrid ont aussi gagné la Coupe de l'UEFA ces dernières années.
L'équipe nationale de football espagnole a été qualifiée pour la Coupe du monde 14 fois depuis 1930. Elle remporte la compétition en 2010, L'Espagne a remporté son premier titre de champion du monde en battant les Pays-Bas en 2010 Johannesburg, sur un but d'Andres Iniesta en prolongations (1-0). La Roja signe un doublé, deux ans après sa victoire à l'Euro, une performance déjà réalisée par l'Allemagne (1972-74) et par la France (dans l'autre sens en 1998-2000) ; son meilleur résultat étant auparavant une 4e place en 1950. L'Espagne a remporté sur la scène continentale le championnat d'Europe à 4 reprises en 1964, 2008, 2012 et 2024. Elle a été également finaliste de la compétition en 1984.
L'Espagne a également remporté deux médailles dans les tournois de football des Jeux olympiques. Ils ont gagné une médaille d'argent aux Jeux olympiques de Sydney en 2000, et une médaille d'or lors des Jeux olympiques de Barcelone en 1992.
Les jeunes équipes ont aussi été couronnées de succès dans la dernière décennie. L'équipe espoirs a gagné le Championnat d'Europe de football espoirs en 1986, 1999 et 2011 et a été finaliste en 1984. L'équipe des moins de 19 ans a gagné quatre fois depuis 1995 les championnats d'Europe de football des moins de 19 ans.
L'équipe des moins de 17 ans a remporté 7 finales du Championnat d'Europe de football des moins de 17 ans depuis 1986 été finaliste 3 fois. Elle s'est aussi classée 3e en 1998.

### Basket-ball
Le basket-ball est un sport populaire en Espagne. La Liga ACB (Asociación de Clubs de Baloncesto), est le plus haut échelon du Championnat d'Espagne de basket-ball. C'est l'une des meilleures ligues d'Europe. Elle regroupe en effet des clubs qui figurent parmi les meilleurs de l'Euroligue comme le Real Madrid, le FC Barcelone, le Tau Vitoria ou le DKV Joventut de Badalona, en plus de l'Atlético de Madrid déjà éteint, qui a obtenu une grande quantité de championnats de ligue et de coupe, ainsi que de grandes participations dans des compétitions européennes.
De nombreux basketteurs espagnols, comme Pau Gasol et son jeune frère Marc Gasol, José Calderón, Rudy Fernández, et Sergio Rodríguez, Serge Ibaka ont joué en NBA.
L'équipe nationale espagnole de Basket-ball est bien classée dans les tournois internationaux. Les Espagnols ont remporté une médaille d'argent lors des épreuves de basket ball des Jeux olympiques d'été de 2008 et 2012 et ont gagné une médaille d'or lors des championnats mondiaux FIBA en 2006 ainsi qu'en 2019. L'équipe nationale a été également 6 fois médaille d'argent, et 2 en or lors des Eurobasket.

### Tennis
L'Espagne a formé de nombreux champions de tennis, qui excellent dans les tournois sur terre battue comme le tournoi de Roland Garros.
De plus, l'Espagne a gagné six fois la Coupe Davis, en 2000, 2004, 2008, 2009, 2011 et 2019.
Chez les filles en Fed Cup, elle l'a remportée cinq fois en 1991, 1993, 1994, 1995 et 1998.
Rafael Nadal est considéré comme le meilleur joueur de tennis espagnol de tous les temps. Il a gagné les Internationaux de France de tennis cinq fois d'affilée et quatorze fois en tout. Il est aussi le second Espagnol à avoir remporté le trophée de Wimbledon, le premier à s'adjuger le titre de l'Open d'Australie. De plus, Nadal est médaillé d'or aux Jeux olympiques d'été de 2008 à Pékin. Il a été classé numéro 1 mondial durant 209 semaines.
Les autres grands noms du tennis espagnol sont David Ferrer, Carlos Moyà, Juan Carlos Ferrero, Pablo Carreño Busta, Roberto Bautista-Agut, Feliciano López, Félix Mantilla, Fernando Verdasco, Alberto Berasategui, Carlos Costa, Sergi Bruguera, Albert Costa, Àlex Corretja, Conchita Martínez, Arantxa Sánchez Vicario, Emilio Sánchez, Manuel Santana et Nicolás Almagro, Albert Ramos-Viñolas, Jaume Munar, Alejandro Davidovich Fokina, Carlos Alcaraz.

### Handball

#### Clubs
Le FC Barcelone est l'équipe la plus titrée d'Europe, avec notamment 12 ligues des champions, 5 coupes des coupes et une Coupe EHF. La Liga Asobal a par ailleurs rassemblé d'autres clubs ayant eu des succès sur la scène continentale, comme BM Ciudad Real, Teka Santander, Portland San Antonio ou encore CB Alicante. Cependant ces clubs ont tous fait faillite ce qui a fait chuter le niveau global du championnat espagnol.

#### Équipes nationales
La sélection nationale masculine est une équipe majeure sur la scène européenne et mondiale. Elle a notamment été 2 fois championne d'Europe (2018 et 2020), 5 fois vice-championne d'Europe (en 1996, 1998, 2006, 2016 et 2022), elle a remporté 3 médailles de Bronze aux Jeux Olympiques (1996, 2000 et 2008), mais ses plus grands succès sont ses deux titres mondiaux remportés en 2005 et 2013.
La sélection nationale féminine est en plein essor, puisqu'elle a notamment remporté une médaille de bronze olympique lors de la dernière olympiade (2012) et s'est hissé en finale du dernier Championnat d'Europe féminin de handball (2014), performance qu'elle avait déjà réalisée en 2008.

### Padel
Le Padel est le 3e sport le plus populaire en Espagne. Avec ces 72 000 licenciés recensés par la Fédération de padel en 2018, juste derrière le tennis, on recenserait néanmoins environ 4 millions de pratiquants, ce qui en ferait un des 5 sports les plus pratiqués en Espagne. Cette popularité vient de son accessibilité car beaucoup de clubs de sport ont des "pistas" de padel, avant même d'avoir des courts de tennis.

### Sports mécaniques
L'Espagne organise quatre courses de Grands Prix motos : le Grand Prix moto de Catalogne, le Grand Prix moto d'Espagne, le Grand prix d'Aragon et le Grand Prix moto de la Communauté valencienne. La plupart de ces évènements ont reçu de nombreux participants réputés.
Les grands pilotes à motos espagnols sont Marc Marquez, Dani Pedrosa, Héctor Faubel, Jorge Lorenzo, Héctor Barberá, Álvaro Bautista et Emilio Alzamora. L'Espagne compte aussi de nombreux anciens coureurs comme Aleix Espargaró, Àlex Crivillé, Jorge Martínez Aspar, Sete Gibernau, Sito Pons, et Ángel Nieto.
L'Espagne reçoit le Grand Prix d'Espagne en Formule 1. Les accomplissements de Fernando Alonso, double champion du monde de la discipline ont fait que ce sport est devenu plus populaire en Espagne. Le Grand Prix automobile d'Europe a été accueilli sur le circuit de Jerez en 1994 et 1997 et sur le Circuit urbain de Valence de 2008 à 2012. L'Espagne était aussi représentée par le jeune espoir Jaime Alguersuari, le vétéran Pedro de la Rosa et l'équipe HRT. Elle est actuellement représentée par Fernando Alonso (Aston Martin), Carlos Sainz Jr. (Williams). Aux États-Unis, Álex Palou est triple champion d'IndyCar Series et a remporté les 500 miles d'Indianapolis 2025.
En rallye automobile, le rallye de Catalogne existe depuis 1987. Comme pilote automobile Carlos Sainz a brillé dans les années 1990 en remportant deux fois le championnat du monde des rallyes. Dani Sordo a remporté le championnat du monde des rallyes junior en 2005, sans oublier Jesús Puras qui a décroché deux podiums en WRC. Les pilotes moto sont présents sur les rallye-raids, comme Marc Coma double vainqueur du Rallye Dakar ou Nani Roma qui a remporté cette course une fois.
De même, l'Atlético de Madrid dispose d'une voiture de monoplace dans le Superleague Formula où il a obtenu des victoires et des podiums.
L'Espagnol Toni Bou est aussi un très grand champion de moto trial. Six fois champion du monde (2007 à 2012), il est à ce jour[Quand ?] le meilleur sur les circuits internationaux.

### Cyclisme

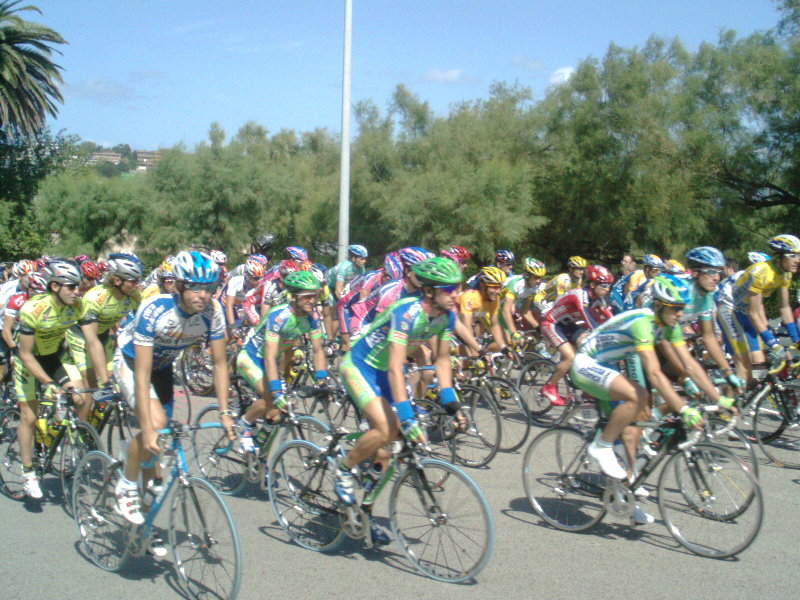
La course cycliste de Santander.

Le cyclisme est devenu un sport important en Espagne depuis les années 1940. La Vuelta a España (Tour d'Espagne), créée en 1935, est l'un des plus importants évènements cyclistes dans le monde, après le Tour de France et le Giro d'Italia (Tour d'Italie).
Sept coureurs cyclistes espagnols ont remporté le Tour de France : Federico Bahamontes, Luis Ocaña, Pedro Delgado, Miguel Indurain, Óscar Pereiro, Alberto Contador, et Carlos Sastre. Le cycliste ayant le plus de victoires à son actif est Miguel Indurain : il est le premier coureur à avoir gagné le Tour de France cinq fois consécutives, de 1991 et 1995. Le 27 juillet 2008, Sastre devient le 7e espagnol à remporter la Grande Boucle, et le 3e espagnol à la suite. Alberto Contador a quant à lui remporté les trois tours majeurs (France, Espagne et Italie), et Alejandro Valverde, vainqueur de plus d'une dizaine de classiques, est devenu champion du monde sur route à 38 ans (2018).

### Golf

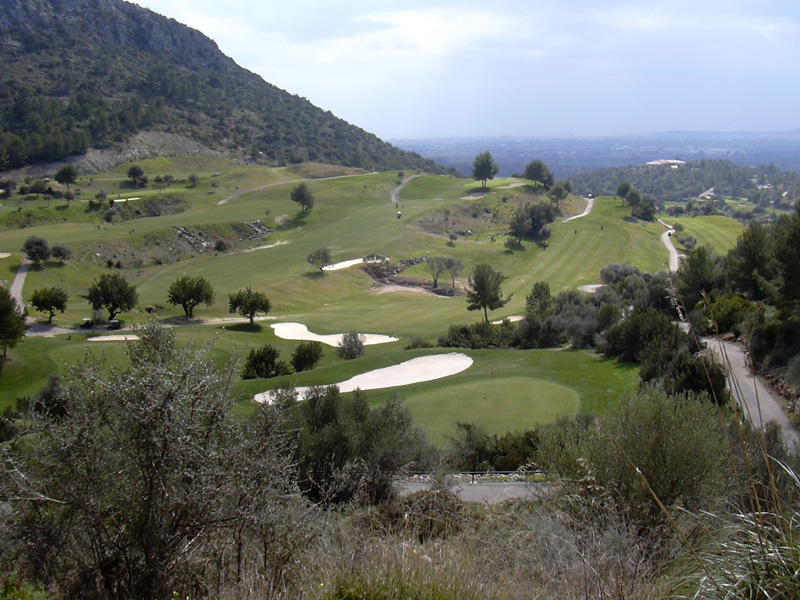
Terrain de golf à Mallorca.

Le golf est devenu populaire en Espagne. Il y a de nombreux terrains situés dans différentes parties de l'Espagne, comme San Roque, Sotogrande, Valderrama, et Alcaidesa. L'Espagne a organisé en 1997 la Ryder Cup.
Le golfeur espagnol Severiano Ballesteros a gagné les US Masters deux fois et l'open anglais trois fois. José Maria Olazábal a remporté deux Masters.

### Rink hockey
Le Rink hockey est joué par des sportifs professionnels. L'équipe nationale espagnole est actuellement triple championne du monde et est aussi championne d'Europe depuis bien longtemps. Les nombreux clubs de rink hockey en Espagne, dont certains qui sont très bien réputés, sont :
- Barcelona
- Reus
- Igualada
- Pati Vic
- Noia
Dans les autres catégories, l'Espagne domine encore et encore, notamment en U17 où cette année, la jeune équipe d'Espagne a été sacrée championne d'Europe devant le Portugal.

### Pelote basque et valencienne
La pelote basque et la pelote valencienne sont des sports traditionnels espagnols. Les différents tournois sont le trinquet, le Trofeu Individual Bancaixa, le Circuit Bancaixa, les championnats individuels de raspall et les championnats en équipe de raspall.

### Ski
Le ski est un sport populaire. Dans le passé, ce sport était sous-développé pour des raisons économiques. Cependant, l'amélioration de l'économie espagnole a aidé le ski à devenir un sport à part entière. Ce sport est devenu abordable, et aujourd'hui trois millions de skieurs exigent une amélioration des pistes de ski, qui ont été modernisées ces dernières années. En Espagne se trouve la meilleure piste de ski du Sud de l'Europe, Sierra Nevada. Skier est un des sports favoris de la famille royale espagnole.

### Volley-ball
Le volley-ball est l'un des sports d'équipe les plus populaires en Espagne. Les équipes de volley-ball espagnol ont participé à des compétitions internationales, et à des tournois tant nationaux qu'internationaux. L'équipe nationale a déjà remporté les Championnats d'Europe et la Coupe de la ligue en 2007. Le volley-ball est joué durant l'été. De nombreuses compétitions de beach-volley sont également organisées, pas seulement sur les plages côtières, mais aussi dans les centres-villes.

### Le rugby à XV
Depuis les années 1920, le rugby est un sport pratiqué en Espagne. Sans être encore un sport populaire comme le football ou le basket-ball, le rugby est en train de gagner en popularité. Les terrains traditionnellement utilisés pour jouer au rugby se trouvent à Valladolid, Sant Boi de Llobregat et au Pays basque.
L'Espagne s'est déjà qualifiée lors de la Coupe du monde de rugby 1999.

### Le rugby à XIII
Le rugby à XIII a longtemps été joué en Catalogne française  et avec l'admission de l'équipe française des Dragons catalans (rugby à XIII), il semble s'étendre à la région espagnole de Catalogne avec la création d'une section au du FC Barcelone, qui a existé pendant quelques années.
Il faut ainsi noter que parfois des matchs des Dragons sont même diffusés sur la chaine catalane TV3.
Mais à côté de cela, une équipe nationale s'est développée representant toute l'Espagne. Une équipe alimentée parfois par des joueurs français d'origine espagnole. Elle est créée en 2013 avec son berceau à Valence.
L'Espagne dispose également de son propre championnat masculin et participe à l'Euro XIII avec les Valencia Huracanes.

### Chasse

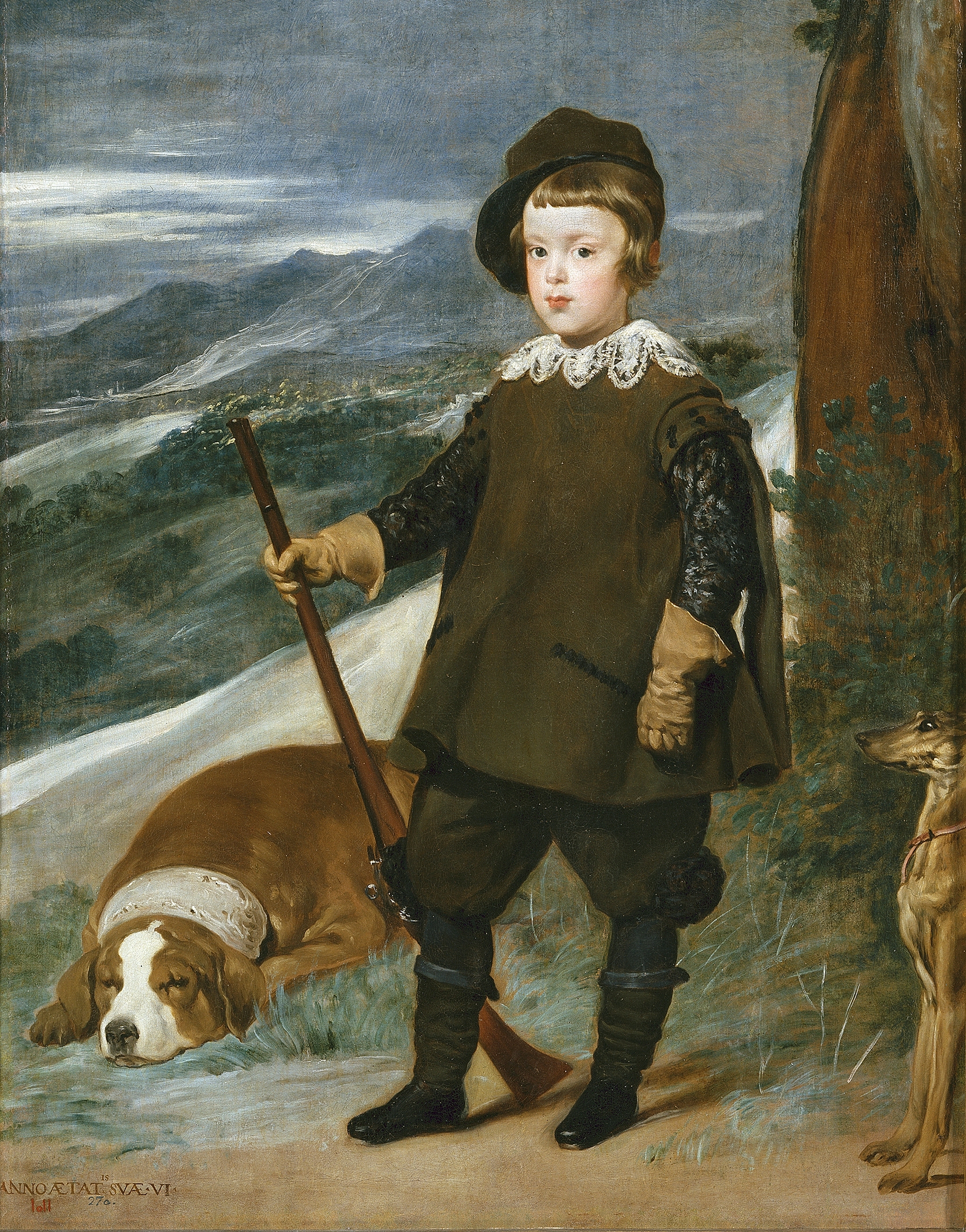
La chasse a été un des sports traditionnels de la noblesse espagnole.

L'Espagne propose deux types de tournois de chasse, dont un tournoi de chasse incluant comme gibier des animaux tels que le lapin, le cerf et le porc.

### Voile
Valence a accueilli les 32e et 33e Coupes de l'America en 2007 et 2010. Ce fut la première organisation de cette compétition en Europe depuis sa création en 1870. La Coupe de l'America sera à nouveau disputée en Espagne à Barcelone en 2024.

## Jeux olympiques
L'Espagne a accueilli une fois les Jeux Olympiques d'été, ceux de 1992 à Barcelone.